# Sid Davis
Pour les articles homonymes, voir Davis.
Sid Davis est un producteur, réalisateur, acteur et directeur de la photographie américain né le 1er avril 1916, décédé le 16 octobre 2006, d'un cancer du poumon.

## Biographie
Sid Davis est connu pour sa production de films socio-éducatifs en partie documentaires, dont Boys Beware (1959).
Dwain Esper (en), dans les années 1930, fut l'un des premiers réalisateurs américains à produire ce genre de films.

## Filmographie

### En tant que producteur
- 1950 : The Dangerous Stranger
- 1951 : The Terrible Truth
- 1951 : Name Unknown
- 1951 : Live and Learn
- 1952 : Why Take Chances?
- 1952 : Skipper Learns a Lesson
- 1953 : Vandalism
- 1953 : Gossip
- 1953 : The Cool Hot Rod
- 1954 : You Can't Stop on a Dime
- 1954 : Too Young to Burn
- 1954 : Show 'Em the Road
- 1954 : Gang Boy
- 1955 : Age 13
- 1956 : You're Growing Up
- 1957 : Where There's Smoke...
- 1957 : What Made Sammy Speed?
- 1957 : Say No to Strangers!
- 1958 : Missing Witness
- 1958 : The Bicycle Clown
- 1959 : ABC's of Walking Wisely
- 1961 : V.D.
- 1961 : Seduction of the Innocent
- 1961 : On Your Own (court)
- 1961 : Moment of Decision!
- 1961 : Girls Beware
- 1961 : Boys Beware
- 1962 : The Dropout
- 1963 : Big Man on Campus
- 1967 : Alcohol Is Dynamite
- 1968 : The Bottle and the Throttle
- 1970 : Keep Off the Grass
- 1972 : Summer of '63

### En tant que réalisateur
- 1950 : The Dangerous Stranger
- 1951 : Live and Learn
- 1954 : Show 'Em the Road
- 1960 : The Cautious Twins

### En tant qu'acteur
- 1961 : Boys Beware : Man at the public restroom

### En tant que directeur de la photographie
- 1954 : Gang Boy